# خیرآباد، مائو
خیرآباد (به انگلیسی: Khairabad) یک منطقهٔ مسکونی در هند است که در Mau district واقع شده‌است.

## خصوصیات
خیرآباد  ۱۲٬۰۵۶ نفر جمعیت دارد.